# 8월 11일
8월 11일은 그레고리력으로 223번째(윤년일 경우 224번째) 날에 해당한다.

## 사건
- 1492년 - 교황 알렉산데르 6세, 214대 로마 교황으로 취임.
- 1511년 - 스페인, 멕시코 정복.
- 1786년 - 프랜시스 라이트 제독이 말레이시아 페낭에 영국 식민지 건설.
- 1903년 - 조선, 덴마크와 통상조약 체결.
- 1907년 - 일본군, 조선 강화도에 상륙, 강화도를 강점.
- 1914년 - 프랑스, 오스트리아-헝가리에 선전포고.
- 1918년 - 제1차 세계 대전 : 아미앵 전투 종료.
- 1919년 - 독일 바이마르 공화국이 헌법을 채택하다.
- 1923년 - 독일 연합국에 대한 전쟁배상금 지불중지 선언.
- 1945년 - 만주 전략공세작전, 소련이 웅기에 상륙하다.
- 1960년 - 차드가 프랑스로부터 독립하다.
- 1965년 - 미국 로스앤젤레스 와츠지역서 대규모 흑인 폭동 발생.
- 1972년 - 베트남 전쟁, 미국의 마지막 지상 전투 부대가 남베트남에서 철군하다.
- 1987년 - 앨런 그린스펀이 미국 연방준비제도 이사회의 의장이 되다.
- 1999년 - 20세기 최후 개기 일식 진행.
- 2000년 - 대한민국 전임의 1,300여 명이 의약분업 강행에 맞서 병원에 사직서를 제출하고 전국적인 진료 거부 및 4차 총파업 돌입.
- 2003년 -
  - 권노갑 민주당 전 고문, 현대 비자금 수수혐의로 긴급체포.
  - NATO, 아프가니스탄에서 평화 유지 활동을 시작하면서 54년 역사에서 처음으로 유럽 외의 지역에서 작전을 개시했다.

## 문화
- 1929년 - 베이브 루스가 500개의 홈런을 친 첫 선수가 되다.
- 1962년 - 소련, 유인 우주선 보스토크 3호 발사.
- 1980년 - 조오련이 대한해협을 수영으로 건너는 데 성공하다.
- 1992년 - 대한민국 최초의 인공위성 `우리별 1호', 남아메리카 프랑스령 기아나서 발사 성공.
- 1995년 - 대한민국 광복 50주년 맞아 '국민학교'에서 '초등학교'로 명칭 변경하기로 발표.
- 2001년 - 대한민국 수원 삼성 블루윙즈, 제다에서 알 샤바브 이기고 아시안 슈퍼컵 우승.
- 2018년 - 부분일식.
- 2024년 - 2024 파리 올림픽 폐막.

## 탄생
- 1086년 - 신성 로마 제국의 황제 하인리히 5세. (~1125년)
- 1833년 - 메이지 유신 시기 일본의 정치인 기도 다카요시. (~1877년)
- 1860년 - 대한민국의 독립운동가 윤희순. (~1935년)
- 1876년 - 미국의 야구 선수 대니 머피. (~1955년)
- 1882년 - 불가리아의 정치인 키몬 게오르기에프. (~1969년)
- 1895년 - 영국의 통계학자 이건 피어슨. (~1980년)
- 1908년 - 조선민주주의인민공화국의 예술인 강호. (~1984년)
- 1911년 - 태국의 정치인 타놈 끼띠카쫀. (~2004년)
- 1921년 - 미국의 소설가 알렉스 헤일리. (~1992년)
- 1926년 - 일본의 축구 선수 오카다 요시오. (~2002년)
- 1936년 - 대한민국의 헌법학자 허영.
- 1940년 - 대한민국의 희극인 한무.
- 1942년 - 대한민국의 정치인 남궁진.
- 1943년 - 파키스탄의 군인, 정치인 페르베즈 무샤라프. (~2023년)
- 1944년 - 대한민국의 언론인 차인태.
- 1947년 - 미국의 영화감독 스튜어트 고든. (~2020년)
- 1949년 - 미국의 싱어송라이터 에릭 카먼. (~2024년)
- 1950년 - 미국의 프로그래머, 해커 스티브 워즈니악.
- 1951년 - 대한민국의 공무원, 정치인 이용섭.
- 1953년 - 미국의 프로레슬링 선수 헐크 호건. (~2025년)
- 1955년 - 대한민국의 영화감독, 영화기관단체인 이용관.
- 1956년 - 프랑스의 수학자 피에르루이 리옹.
- 1957년 - 일본의 기업인 손 마사요시.
- 1960년
  - 대한민국의 배우 이근희.
  - 일본의 만화가 카미키타 후타고.
- 1964년 - 대한민국 태생의 미국 만화가 겸 기업가 짐 리(한국 이름 이용철).
- 1965년
  - 미국의 배우 비올라 데이비스.
  - 미국의 기업인 더그 바우저.
  - 일본의 전 야구 선수 야마모토 마사.
  - 일본의 게임 제작자, 감독 미카미 신지.
- 1966년
  - 대한민국의 학생운동가 김귀정. (~1991년)
  - 대한민국의 배우, 성범죄자, 전 대학 교수 김태훈.
- 1968년
  - 영국의 배우 소피 오코네도.
  - 미국의 배우 애나 건.
- 1969년
  - 대한민국의 아나운서 이창진.
  - 이라크의 전직 축구 선수, 축구 지도자 라디 셰나이실.
- 1970년
  - 대한민국의 야구 선수 손차훈.
  - 영국의 음악가, 싱어송라이터 앤디 벨.
- 1972년 - 미국의 음악가 카. (~2024년)
- 1973년 - 우루과이의 대통령, 정치인 루이스 알베르토 라카예 포우.
- 1975년 - 일본의 성우, 가수 타니야마 키쇼.
- 1976년
  - 슬로바키아의 아이스하키 선수 류보미르 비슈뇨우스키.
  - 콜롬비아의 축구 선수 이반 코르도바.
  - 프랑스의 전 프로 축구 선수 니콜라 지예.
- 1977년 - 대한민국의 배우 이자영.
- 1978년 - 일본의 일러스트레이터, 만화가 타케다 히나타.
- 1979년
  - 대한민국의 방송인, 배우 안혜경.
  - 에콰도르의 전 축구 선수 왈테르 아요비.
- 1981년
  - 대한민국의 배우 소유진.
  - 대한민국의 전 야구 선수 장요상.
  - 대한민국의 기자 한승연.
- 1982년 - 대한민국의 기타리스트 손성희.
- 1983년
  - 중화인민공화국의 스피드스케이팅 선수 런후이.
  - 호주의 배우 크리스 헴스워스.
  - 대한민국의 과학 커뮤니케이터 궤도.
- 1984년
  - 대한민국의 전 야구 선수 정재원.
  - 대한민국의 뮤지컬 배우 주민진.
- 1985년 - 대한민국의 언론인 고석승.
- 1986년
  - 일본의 성우 후쿠하라 카오리.
  - 이탈리아의 배우 테아 팔코.
- 1987년 - 일본의 성우, 가수 아오이 쇼타.
- 1988년 - 대한민국의 전 리그 오브 레전드 프로게이머 노페.
- 1989년
  - 대한민국의 전 래퍼 베카.
  - 대한민국의 래퍼 자메즈.
  - 대한민국의 모델, 유튜버 표은지.
  - 미국의 성우 알렉시스 팁턴.
  - 스페인의 배우 우르술라 코르베로.
- 1991년
  - 대한민국의 가수 조현영 (레인보우).
  - 대한민국의 가수 정동환 (멜로망스).
  - 대한민국의 인터넷 방송인 간다효.
  - 대한민국의 유튜버 효기심.
  - 에티오피아의 육상 선수 타미라트 톨라.
- 1992년
  - 대한민국의 야구 선수 강경학.
  - 대한민국의 가수 정아로.
  - 대한민국의 축구 선수 김종민.
- 1993년
  - 대한민국의 야구 선수 송우석.
  - 대한민국의 야구 선수 이민호.
  - 대한민국의 배우 하영.
  - 대한민국의 배우 박예니.
  - 일본의 야구 선수 야마사키 고타로.
- 1994년
  - 대한민국의 인터넷 방송인 장명준.
  - 대한민국의 축구 선수 김승준.
- 1995년
  - 대한민국의 래퍼 타쿠와.
  - 대한민국의 배드민턴 선수 허광희.
- 1998년
  - 대한민국의 리그 오브 레전드 프로게이머 루비.
  - 대한민국의 배구 선수 이솔아.
  - 대한민국의 축구 선수 김민석.
- 1999년
  - 대한민국의 래퍼 창빈 (스트레이 키즈).
  - 대한민국의 래퍼 애쉬 아일랜드.
  - 인도네시아의 배드민턴 선수 그레고리아 마리스카 툰중.
- 2000년
  - 대한민국의 야구 선수 고승민.
  - 대한민국의 아티스틱스위밍 선수 이리영.
  - 대한민국의 펜싱 선수 최세빈.
  - 말레이시아의 아이돌 야마네 스즈하. (KLP48)
- 2002년 - 일본의 축구 선수 고미 요타.
- 2004년 - 대한민국의 축구 선수 이승준.

## 사망
- 223년 - 중국 삼국시대 조위의 정치인 가후. (147년~)
- 353년 - 로마 제국의 찬탈자 마그넨티우스. (303년~)
- 1259년 - 몽골 제국의 제4대 칸 몽케 칸. (1209년~)
- 1919년 - 미국의 강철 사업가 앤드루 카네기. (1835년~)
- 1947년 - 미국의 야구인 해리 데이비스. (1873년~)
- 1956년 - 미국의 추상표현주의 화가 잭슨 폴록. (1912년~)
- 1964년 - 소련의 살인자 아르카디 네일란트. (1949년~)
- 1979년 - 대한민국의 노동 운동가 김경숙. (1958년~)
- 1993년 - 대한민국의 가수 김재기. (1968년~)
- 1994년 - 대한민국의 정치인 김철. (1926년~)
- 1995년 - 미국의 수학자 알론조 처치. (1903년~)
- 2004년 - 대한민국의 가수 서재호. (1981년~)
- 2014년 - 미국의 영화배우 로빈 윌리엄스. (1951년~)
- 2018년 - 영국의 소설가 V. S. 나이폴. (1932년~)
- 2019년
  - 대한민국의 바둑 기사 이봉근. (1946년~)
  - 대한민국의 기업인 변탁. (1938년~)
  - 온두라스의 축구 선수 왈테르 마르티네스. (1982년~)
- 2020년 - 미국의 가수 트리니 로페즈. (1937년~)
- 2022년
  - 미국의 영화배우 앤 헤이치. (1969년~)
  - 멕시코의 영화배우 마누엘 오제다. (1940년~)
  - 프랑스의 삽화가 장자크 상페. (1932년~)
- 2025년
  - 콜롬비아의 정치인 미겔 우리베 투르바이. (1986년~)
  - 대한민국의 언론인 이남기. (1949년~)

## 기념일
- 독립기념일: 1960년 프랑스로부터 독립. 차드
- 산의 날(山の日, Mountain Day): 일본

## 같이 보기
- 전날: 8월 10일 다음날: 8월 12일 - 전달: 7월 11일 다음달: 9월 11일
- 음력: 8월 11일
- 모두 보기